# Neuville (Farceaux)
Neuville (vroeger ook Neuville-sous-Farceaux) is een gehucht in de Franse gemeente Farceaux in het departement Seine-Maritime in Normandië. Het ligt in het oosten van de gemeente, ruim een kilometer ten oosten van het dorpscentrum van Farceaux, nabij de grens met Hacqueville.

## Geschiedenis
La Londe was vroeger een afzonderlijk parochie, gewijd aan Sint-Maarten (Saint-Martin). Op de 18de-eeuwse Cassinikaart is hier het dorp Neuville aangeduid. 
Op het eind van het ancien régime op het eind van de 18de eeuw, toen de gemeenten werden gecreëerd, werd Neuville een gemeente.
In 1842 werd de gemeente opgeheven en met het eveneens opgeheven La Londe bij de gemeente Farceaux gevoegd. Neuville telde in 1841 nog 76 inwoners.
Farceaux · La Londe · Neuville